# NGC 1527
NGC 1527 é uma galáxia lenticular (SB0) localizada na direcção da constelação de Horologium. Possui uma declinação de -47° 53' 48" e uma ascensão recta de 4 horas, 08 minutos e 24,1 segundos.
A galáxia NGC 1527 foi descoberta em 28 de Setembro de 1826 por James Dunlop.